# Ochyrocera caeruleoamethystina
 (juin 2021).
Espèce
Ochyrocera caeruleoamethystina est une espèce d'araignées aranéomorphes de la famille des Ochyroceratidae.

## Distribution
Cette espèce est endémique de Guyane. Elle se rencontre dans la  grotte Fourgassié, l'une des cavités latéritiques de la montagne de Kaw dans la commune de Roura où elle a été découverte, observée et récoltée par André Lopez en août 1987, à nouveau en juillet 1995 puis par son fils Benoît Lopez, en avril 1996.

## Description
Araignée de petite taille (d'une longueur maximale de 3,5 mm), ayant l'aspect d'un micropholcidé, à pattes mauves très fines et à corps de coloration générale bleue et violet, d'où le nom spécifique, parfois nuancée de verdâtre chez le  mâle, avec un dessin abdominal complexe plus foncé.

### Prosoma (céphalothorax)
Carapace orbiculaire, déprimée, avec six yeux subégaux bleu clair et un bandeau développé, lisse, moins incliné chez le mâle que chez la femelle. 
Chélicères presque verticales montrant sur leur tige la lame caractéristique des Ochyroceratidae ainsi qu'un dimorphisme sexuel. Chez la femelle, la face antérieure est lisse et sa marge supérieure est garnie de sept dents subégales équidistantes ; en revanche, chez le mâle, la face antérieure porte une apophyse en protubérance conique incurvée et les sept dents  sont réparties en deux groupes bien distincts, proximal de cinq et distal de deux.
Pédipalpe du mâle avec un tarse portant une apophyse latérale à deux segments et un bulbe bleu très clair, presque blanc,simple, vésiculeux, piriforme et se terminant en style denté procurvé.
Labium triangulaire, échancré au sommet et sternum cordiforme-polygonal.

## Biologie
Ochyrocera caeruleoamethystina tisse des toiles en nappe dans les anfractuosités pariétales de la grotte et se tient sur leur face inférieure, ventre en l'air, souvent par couple. Inquiétée, elle se déplace rapidement sur l'édifice et gagne la roche encaissante pour s'y réfugier. Étant donné le dimorphisme sexuel des chélicéres, il est probable que le mâle utilise ces appendices lors de la copulation pour immobiliser la femelle. Il se pourrait que la femelle utilise ses propres chélicères pour transporter les œufs comme dans le cas d'autres Ochyroceratidae (Fage,1912 ; Barros-Machado,1951) et des Pholcidae.

## Publication originale
- Lopez A. & B. Lopez, 1997 : « Observations sur deux araignées de la Grotte Fourgassié (Guyana Française): Paratropis papilligera Pick. Cambr., 1896 (Mygalomorphae: Paratropididae) et Ochyrocera caeruleoamethystina n. sp. (Araneomorphae: Ochyroceratidae) ». Mémoires de biospéologie, vol. 24, p. 33-42.